# 원투씨엠
원투씨엠 주식회사는 대한민국의 핀테크 O2O 기술 기업이다.

## 개요
- 2013년 3월 8일 설립되었다.
- 2023년 10월, 유안타증권을 주관사로 코스닥 상장을 준비한 적이 있었으나[5] 자진 철회하였다.[6]
- 박근혜 대통령이 회사에 방문한 적이 있다.[7]

## 내용주
1. ↑  상법 상 본점 주소:
서울특별시 서초구 바우뫼로37길 30 광영빌딩 4,5층